# District de Huichuan
Le district de Huichuan (汇川区 ; pinyin : Huìchuān Qū) est une subdivision administrative de la province du Guizhou en Chine. Il est placé sous la juridiction de la ville-préfecture de Zunyi.